# Дуда (Васлуј)
Дуда (рум. Duda) насеље је у Румунији у округу Васлуј. Oпштина се налази на надморској висини од 204 m.

## Становништво
Према подацима из 2002. године у насељу је живело 1505 становника, од којих су сви румунске националности.